# Volo Aero 311
Il volo Aero O/Y 311 (AY311), spesso indicato come Disastro aereo di Kvevlax, era un volo interno operato da Aero O/Y (ora Finnair) tra Kronoby e Vaasa in Finlandia. L'aereo, un Douglas DC-3, si schiantò nel comune di Kvevlax (in finlandese Koivulahti), oggi parte di Korsholm (in finlandese Mustasaari) il 3 gennaio 1961, uccidendo tutte le venticinque persone a bordo. Il disastro rimane il più mortale incidente aereo civile nella storia finlandese. L'indagine rivelò che entrambi i piloti erano ubriachi, e che dunque non avrebbero dovuto volare.

## L'incidente

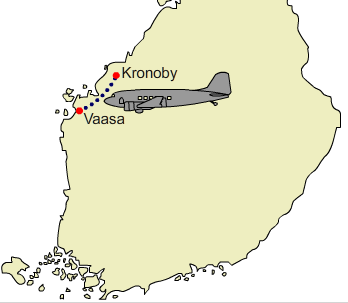
Rotta del volo.

Il DC-3, registrato OH-LCC, doveva decollare dall'aeroporto di Kronoby (oggi aeroporto di Kokkola-Pietarsaari) alle 7:00, ma i preparativi per il decollo andarono per le lunghe e l'aereo partì alle 7:16. Il copilota chiese al controllo del traffico aereo l'altitudine di volo libero, concessa poco dopo. Ciò permise al volo 311 di volare a qualsiasi altitudine al di sopra della quota minima di volo per la rotta Kronoby - Vaasa, che era di 1.500 piedi (460 m). I piloti non seguirono queste regole per gli ultimi 40 chilometri (25 mi), durante i quali volarono sotto i 100 metri (330 piedi).
Poco dopo l'ultimo contatto radio del volo con il controllo del traffico aereo, in cui i piloti confermarono il bollettino meteorologico e dissero che sarebbero giunti al radiofaro non direzionale di Seppä in pochi minuti, il volo 311 stava iniziando a prepararsi per l'atterraggio scendendo sotto i 50 metri (160 piedi). All'improvviso l'aereo virò bruscamente a sinistra. Di conseguenza il DC-3 rallentò e si interruppe il flusso d'aria in modo significativo. I piloti tentarono di risolvere il guaio dando piena potenza, ma inutilmente, e l'aereo finì per avvitarsi verso il suolo. L'ultima cosa che i testimoni oculari videro a terra fu che i piloti avevano acceso le luci d'atterraggio prima che il velivolo si schiantasse nel bosco alle 07:40:30 in una ripida virata di 70 gradi.
I primi soccorritori, raggiungendo il luogo dell'incidente dieci minuti dopo, non furono in grado di salvare nessuno a causa delle intense fiamme che arrivarono ad oltre 15 metri (49 piedi) di altezza. L'aereo venne totalmente distrutto dall'impatto e dal fuoco.

## Le indagini

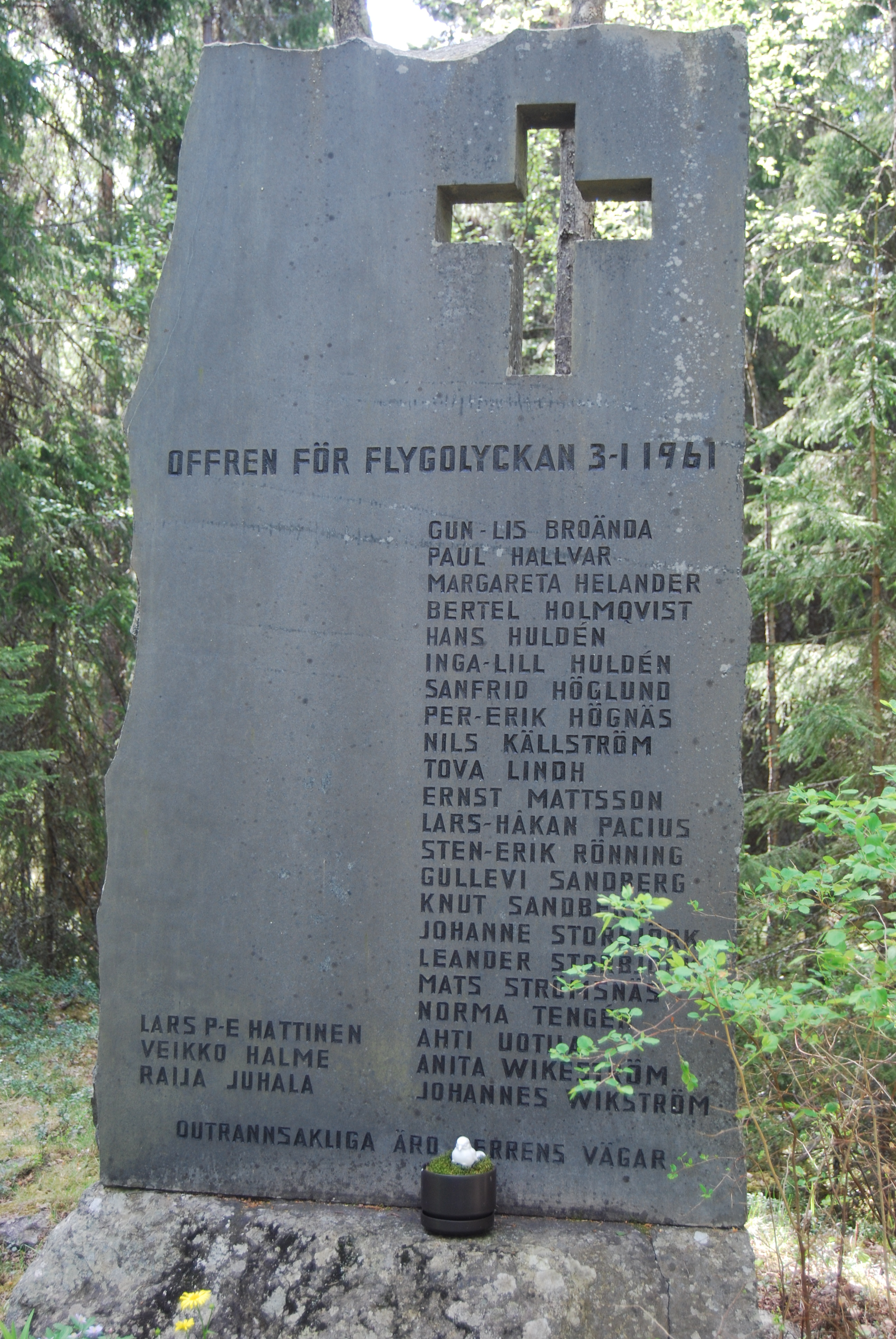
Memoriale (in svedese) ai morti di Kvevlax con i nomi delle vittime.

I funzionari dell'Accident Investigation Board (AIB) della Finlandia conclusero che il volo 311 era idoneo al volo. Non sono state trovate prove di alcun malfunzionamento tecnico, che l'aereo avesse colpito gli alberi o di un'esplosione. Era possibile che i controlli dell'aereo si fossero congelati, dato che era una fredda giornata invernale. Il rapporto d'indagine concluse che ciò era improbabile nelle condizioni di volo e che un'ala intatta che si era staccata dal relitto principale non si era ghiacciata. I piloti non avevano segnalato alcuna formazione di ghiaccio sull'aereo nemmeno via radio. La probabile causa dell'incidente è stata determinata come un errore del pilota durante la virata a sinistra. È possibile che un passeggero fosse presente nella cabina di pilotaggio in base alla posizione del suo corpo.
Secondo il rapporto dell'AIB né il pilota, il comandante Lars Hattinen, né il copilota, il primo ufficiale Veikko Halme, erano in condizioni di volare. La notte precedente non avevano dormito bene e avevano bevuto molto. Le autopsie rivelarono che Hattinen aveva un tasso alcolemico nel sangue di 0,20 (2), mentre quello di Halme era di 0,156 (1,56 ‰). In sostanza, Hattinen, Halme e il probabile visitatore della cabina di pilotaggio avevano bevuto sedici bottiglie di birra, sette gin grog e 900 grammi di cognac dalle 21:50 alle 02:00. Hattinen aveva così trascurato di sovrintendere alla sicurezza dell'aereo e dei passeggeri, e né lui né Halme erano in condizioni di pilotare l'aereo il giorno dell'incidente.
Sia il trattato dell'Organizzazione internazionale dell'aviazione civile che i contratti di lavoro personali dei piloti vietavano l'intossicazione mentre erano al comando di un aereo, disposizioni che Hattinen e Halme ignorarono. Durante gli interrogatori della polizia, nessuno che lavorava all'aeroporto di Kronoby aveva detto di essersi accorto che i piloti erano ubriachi. Solo un operaio edile, il cui fratello era una delle vittime, disse di aver notato la possibilità in base al loro comportamento, ma non poteva esserne certo. Sia Hattinen che Halme erano piloti veterani della seconda guerra mondiale, con Hattinen che era un ex asso dei caccia con sei vittorie aeree, ed erano abituati a correre gravi rischi durante i voli di combattimento.

## Il numero del volo
Sebbene le compagnie aeree spesso tendano a ritirare il numero del volo coinvolto in un incidente mortale, il successore di Aero O/Y, Finnair, continuò a servirsi del numero AY311 sulla rotta Helsinki-Vaasa per molto tempo. Il numero del volo è stato infine cambiato in AY313. I voli sono operati principalmente con Embraer 190 o ATR 72, ma alcuni voli del lunedì e del venerdì sono operati da aeromobili della famiglia degli Airbus A320.